# Мазовецьке князівство
Мазове́цьке князі́вство (пол. Księstwo Mazowieckie) — феодальна монархічна держава в Мазовії у XII—XVI ст. Засноване як польське удільне князівство 1138 року після смерті польського князя Болеслава III Кривоустого, який розділив спадщину між синами і віддав мазовецькі землі Болеславу. Керувалося князями з роду Мазовецьких П'ястів. Декілька разів змінювало столицю — Плоцьк (1138—1262), Черськ (1262—1413), Варшава (1413—1526). До 1275 року зберігало політичну єдність, після чого неодноразово дробилося між представниками правлячого дому на так звані мазовецькі князівства: Черське, Плоцьке, Равське, Варшавське. Було незалежним від Польщі у 1295—1355 роках, після чого прийняло польський сюзеренітет. До того мало тісні зв'язки із Тевтонським орденом і Руським королівством. Панівною релігією був католицизм, проте частина населення сповідувала православ'я. Основне населення складали поляки (мазури), у містах переважали німці. Через густу заселеність регіону, частина населення князівства мігрувала до Пруссії та Волині. Мовою діловодства була латина, побутовою мовою — мазовецька. По частинах інкорпороване до Корони Польської: Равське і Плоцьке князівства перетворені на Равське і Плоцьке воєводства (1462), решта Мазовії — на Мазовецьке воєводство (1526). Частина мазовецької шляхти переселилася до українських земель, де служила місцевим князям-магнатам або козакувала.

## Назва
- Мазовецьке князівство (пол. księstwo Mazowieckie)
- Мазовецьке герцогство, або герцогство Мазовія (пол. Herzogtum Masowien)
- Мазовецька земля (лат. terra Mazoviensis)

## Історія

### Заснування
Мазовецьке князівство утворилося 1138 року, коли за заповітом польського князя Болеслава III Кривоустого його держава була розділена між його синами: старший Володислав отримав Сілезію, другий Болеслав — Мазовію і Східну Куявію, третій Мешко III — Західну Великопольщу із Познанню, а молодший Генріх — Сандомир і Люблін. Центральні землі – Краківська, Серадзька, Ленчицька, а також Західна Куявія, Східна Великопольща і Помор’я – утворювали особливий уділ, яким мусив був керувати старший князь із династії Пястів, що отримував титули князя краківського і старшого князя Польщі. Таким чином у Польщі сформувалася система сеньйорату.

#### Болеслав (1138—1173)
Першим мазовецьким князем став Болеслав Кучерявий, а старшим князем польським – його брат Володислав. Останній прагнув повернути уділи братів під свою владу й розпочав із ними війну. Володислав на короткий час захопив Мазовію, але через об’єднання його політичних опонентів, до яких приєднався гнезненський архієпископ Якуб з Жніна, зазнав поразки і втік з Польщі. За підтримки шляхти і духовенства новим старшим князем Польщі став Болеслав, який одночасно залишався князем Мазовії до своєї смерті в 1173 році.

#### Лешек І (1162—1186)
Другим мазовецьким князем став Лешек І. Він був сином Болеслава від руської князівни Вячеслави, доньки новгородського князя Всеволода Мстиславича. За неповноліття Лешека Мазовією керував його дядько Казимир II, молодший брат Болеслава. 1177 року Казимир II став новим старшим князем Польщі, після того як його попередника Мешка III скинула невдоволена знать. Тоді ж Лешек став правити самостійно в Мазовії, проте як зазначає Вікентій Кадлубек, в силу немічності князя реальне управління здійснював магнат Жирон, креатура Казимира II. 1184 року Лешек підтримав Мешко III і призначив його сина, Мешка, управителем Мазовії. Але вже наступного, 1185 року, він змінив курс і визнав спадкоємцем своїх володінь дядька Казимира II.

### Казимир
Після смерті Лешека в 1186 році третім мазовецьким князем сттав Казимир II. За його правління Мешко III зміг захопити Куявію, що належала Мазовецькому князівству, оскільки її князям був визнаний його син Болеслав. Казимир II помер 1194 року.

### Конрад і Земовит
Четвертим мазовецьким князем був Конрад, молодший син Казимира II. 1205 року він успадкував куявський престол, і в союзі зі своїм старшим братом Лешком Білим, розбив війська володимирського князя Романа Мстиславича у битві при Завихості. З метою унебезпечити себе від спустошливих набігів язичників-пруссів, мазовецький князь здійснив ряд походів у Пруссію, а 1226 року запросив до Східної Європи Тевтонський орден, якому дарував Хелмінську землю. 1228 року, з тією ж метою, Конрад створив Добжинський орден, який отримав Добжинську землю. 1233 року князь заповідав Мазовію старшому синові Болеславу, а Куявію – Казимиру. 1247 року Конрад помер, а за рік помер і Болеслав, п’ятий мазовецький князь.
1248 року шостим мазовецьким князем став Земовит, третій син Конрада. 1262 року він загинув під час походу литовців до Мазовії. Нападники спалили мазовецьку столицю Плоцьк, внаслідок чого наступний князь Конрад II, син Земовита, був змушений перенести столицю до Черська.

#### Самостійність і роздробленість
Конрад II і його молодший брат Болеслав II вступили у війну за краківський престол із Куявськими і Сілезькими Пястами. Коли 1295 року Пшемисл II був коронований польським королем, Мазовецьке князівство лишилося незалежним.
Після смерті Болеслава II в 1313 році Мазовецьке князівство розділили його сини: Земовит II отримав Равську землю (до 1345), Тройден І – Черську (1341), Венцеслав – Плоцьку (до 1336). По смерті плоцького князя Болеслава III, сина Венцеслава, Мазовію об’єднав Земовит III, син Тройдена. Відтоді князівство стало васалом Польського королівства.

#### Васал Польщі
1381 року, внаслідок смерті Земовита III, Мазовське князівство знову розділили: старший син Януш І отримав Черськ і Варашаву, яка стала резиденцією князя; молодший Земовит IV – Раву і Плоцьк. Через вигасання старшої гілки династії Пястів мазовецькі князі претендували на польський королівський трон, але здобути його не змогли.
Після обрання королем Польщі великого князя литовського Ягайла, і об’єднання Польського королівства і Великого князівства Литовського на умовах Кревської унії, Мазовія опинилася в оточенні володінь Ягеллонів. Мазовецькі князі були змушені підтримувати свого сюзерена-короля Ягайла у війні з Тевтонським орденом.
1391 року Януш І скористався міжуосбицями в Литві й захопив Підляшшя з Дорогичином. Згодом його повернув собі литовський князь Вітовт.
У 1388 – 1462 роках Мазовецькі Пясти також правили васальним Белзьким князівством у Русі.

#### Поглинання Польщею
1462 року померли останні плоцькі і равські князі – Володислав II і Земовит VI, онуки Земовита IV. Їхні володіння відійшли до Корони Польської й були перетворені на Равське і Плоцьке воєводства.
1495 року Конрад III Рудий, онук Януша І, об’єднав решту мазовецьких земель під своєю владою у єдине Мазовецьке князівство. Проте його син Януш III не залишив потомства, внаслідок чого 1526 року Мазовія була приєднана до земель Польської корони і перетворена на Мазовецьке воєводство.

### Поділи князівства
| 1138–1275    | Мазовецьке князівство | Мазовецьке князівство | Мазовецьке князівство | Мазовецьке князівство | Мазовецьке князівство | Мазовецьке князівство | Мазовецьке князівство | Мазовецьке князівство | Мазовецьке князівство | Мазовецьке князівство | Мазовецьке князівство | Мазовецьке князівство | Мазовецьке князівство | Мазовецьке князівство | Мазовецьке князівство |
| 1275–1294    | Черське               | Черське               | Черське               | Черське               | Черське               | Черське               | Плоцьке               | Плоцьке               | Плоцьке               | Плоцьке               | Плоцьке               | Плоцьке               | Плоцьке               | Плоцьке               | Плоцьке               |
| 1294–1310    | Мазовецьке            | Мазовецьке            | Мазовецьке            | Мазовецьке            | Мазовецьке            | Мазовецьке            | Мазовецьке            | Мазовецьке            | Мазовецьке            | Мазовецьке            | Мазовецьке            | Мазовецьке            | Мазовецьке            | Мазовецьке            | Мазовецьке            |
| 1310–1313    | Черське               | Черське               | Черське               | Мазовецьке            | Мазовецьке            | Мазовецьке            | Мазовецьке            | Мазовецьке            | Мазовецьке            | Мазовецьке            | Мазовецьке            | Мазовецьке            | Мазовецьке            | Мазовецьке            | Мазовецьке            |
| 1313–1345    | Варшавське            | Варшавське            | Варшавське            | Варшавське            | Варшавське            | Варшавське            | Равське               | Равське               | Равське               | Плоцьке               | Плоцьке               | Плоцьке               | Плоцьке               | Плоцьке               | Плоцьке               |
| 1345–1349    | Варшавсько-Равське    | Варшавсько-Равське    | Варшавсько-Равське    | Варшавсько-Равське    | Варшавсько-Равське    | Варшавсько-Равське    | Варшавсько-Равське    | Варшавсько-Равське    | Варшавсько-Равське    | Плоцьке               | Плоцьке               | Плоцьке               | Плоцьке               | Плоцьке               | Плоцьке               |
| 1349–1351    | Варшавське            | Варшавське            | Варшавське            | Варшавське            | Варшавське            | Варшавське            | Равське               | Равське               | Равське               | Плоцьке               | Плоцьке               | Плоцьке               | Плоцьке               | Плоцьке               | Плоцьке               |
| 1351–1355    | Варшавське            | Варшавське            | Варшавське            | Варшавське            | Варшавське            | Варшавське            | Равське               | Равське               | Равське               | до Польщі             | до Польщі             | до Польщі             | до Польщі             | до Польщі             | до Польщі             |
| 1355–1370    | Варшавсько-Равське    | Варшавсько-Равське    | Варшавсько-Равське    | Варшавсько-Равське    | Варшавсько-Равське    | Варшавсько-Равське    | Варшавсько-Равське    | Варшавсько-Равське    | Варшавсько-Равське    | до Польщі             | до Польщі             | до Польщі             | до Польщі             | до Польщі             | до Польщі             |
| 1370–1381    | Мазовецьке            | Мазовецьке            | Мазовецьке            | Мазовецьке            | Мазовецьке            | Мазовецьке            | Мазовецьке            | Мазовецьке            | Мазовецьке            | Мазовецьке            | Мазовецьке            | Мазовецьке            | Мазовецьке            | Мазовецьке            | Мазовецьке            |
| 1381–1434    | Варшавське            | Варшавське            | Варшавське            | Плоцько-Равське       | Плоцько-Равське       | Плоцько-Равське       | Плоцько-Равське       | Плоцько-Равське       | Плоцько-Равське       | Плоцько-Равське       | Плоцько-Равське       | Плоцько-Равське       |                       |                       |                       |
| 1434–1442/59 | Варшавське            | Варшавське            | Варшавське            | Равське               | Равське               | Равське               | Плоцьке               | Плоцьке               | Плоцьке               | Белзьке               | Белзьке               | Белзьке               |                       |                       |                       |
| 1442/59–1462 | Варшавське            | Варшавське            | Варшавське            | Плоцько-Равське       | Плоцько-Равське       | Плоцько-Равське       | Плоцько-Равське       | Плоцько-Равське       | Плоцько-Равське       | Плоцько-Равське       | Плоцько-Равське       | Плоцько-Равське       | Плоцько-Равське       | Плоцько-Равське       | Плоцько-Равське       |
| 1462–1471    | Мазовецьке            | Мазовецьке            | Мазовецьке            | Мазовецьке            | Мазовецьке            | Мазовецьке            | Мазовецьке            | Мазовецьке            | Мазовецьке            | Мазовецьке            | Мазовецьке            | Мазовецьке            | Мазовецьке            | Мазовецьке            | Мазовецьке            |
| 1471–1488    | Черське               | Черське               | Черське               | Черське               | Черське               | Варшавське            | Варшавське            | Варшавське            | Варшавське            | Варшавське            | Плоцьке               | Плоцьке               | Плоцьке               | Плоцьке               | Плоцьке               |
| 1488–1495    | Черсько-Варшавське    | Черсько-Варшавське    | Черсько-Варшавське    | Черсько-Варшавське    | Черсько-Варшавське    | Черсько-Варшавське    | Черсько-Варшавське    | Черсько-Варшавське    | Черсько-Варшавське    | Черсько-Варшавське    | Плоцьке               | Плоцьке               | Плоцьке               | Плоцьке               | Плоцьке               |
| 1495–1526    | Мазовецьке            | Мазовецьке            | Мазовецьке            | Мазовецьке            | Мазовецьке            | Мазовецьке            | Мазовецьке            | Мазовецьке            | Мазовецьке            | Мазовецьке            | Мазовецьке            | Мазовецьке            | Мазовецьке            | Мазовецьке            | Мазовецьке            |

## Князі
Єдине князівство
- 1138—1173: Болеслав IV Кучерявий
- 1173—1186: Лешек І Мазовецький
- 1186—1194: Казимир II Справедливий
- 1194—1200: Лешко I Білий
- 1194—1247: Конрад I Мазовецький (до 1200 — регенша Олена Зноймо)
- 1247—1248: Болеслав I Мазовецький
- 1248—1262: Земовит І
- 1262—1275: Конрад II Черський і Болеслав II Мазовецький (до 1264 — регенти Переяслава Данилівна і Болеслав Побожний)

Поділ 1275
| Черське князівство - 1275–1294: Конрад II Черський | Плоцьке князівство - 1275–1294: Болеслав II Мазовецький |

Об єднання 1294
- 1294–1313: Болеслав II Мазовецький

Поділ 1313
| Равське князівство - 1313–1345: Земовит II - 1341–1349: Земовит III і Казимир I - 1349–1355: Земовит III | Плоцьке князівство - 1313–1336: Вацлав Плоцький - 1336–1351: Болеслав III Плоцький (до 1340 — регенти Земовит II і Тройден I | Черське (Варшавське) князівство - 1310–1341: Тройден I - 1341–1349: Земовит III і Казимир I Варшавський - 1349–1355: Казимир I Варшавський |

Об єднання 1355
- 1355–1381:  Земовит III

Поділ 1381
| Плоцько-Равське князівство - 1381–1426: Земовит IV - 1426—1427: Тройден II - 1426—1434: Казимир II Белзький, Владислав I Плоцький, Земовит V - 1434–1442: Казимир II Белзький — Белзьке князівство - 1434–1442: Земовит V — Равське князівство - 1434–1455: Владислав I Плоцький — Плоцьке князівство - 1434–1455: Владислав I Плоцький - 1455–1461: Земовит VI і Владислав II Плоцький (до 1459 — регенти Павло Гіжицький і Анна Олешницька) - 1462: Владислав II Плоцький (регенти Павло Гіжицький і Анна Олешницька) | Варшавське князівство - 1381–1429: Януш I Старший - 1429–1454: Болеслав IV Варшавський (до 1436 — регентша Анна Федорівна) - 1454–1471: Казимир III Плоцький, Конрад III Рудий, Болеслав V Варшавський, Януш II Плоцький (до 1462 — регенти Барбара Олельківна і Павло Гіжицький) |

Поділ 1471
| Плоцьке князівство - 1471–1475: Казимир III Плоцький - 1475–1495: Януш II Плоцький | Черське князівство - 1471–1495: Конрад III Рудий | Варшавське князівство - 1471–1488: Болеслав V Варшавський |

Об єднання 1495
- 1495–1503: Конрад III Рудий
- 1503–1524: Станіслав Мазовецький і Януш III (до 1518 — регентша Ганна Радзивілл)
- 1524–1526: Януш III
- 1526: Анна Мазовецька

## Землі та міста
- Добринська земля

### Монографії
- Balzer, O. Genealogia Piastów. Kraków: Akademia Umiejętności, 1895.
- Grabowski, J. Dynastia Piastów mazowieckich. Kraków: Avalon, 2012.
- Dymek, D. Historia i kultura Mazowsza do 1526 r. Warszawa: Wyższa Szkoła Rozwoju Lokalnego, 2005.
- Dymek, D. Udzielne Księstwo Mazowieckie: 1247—1381: zarys dziejów. Warszawa: Wydawn. MOBN, 1996.
- Jasiński, K. Rodowód Piastów mazowieckich. Poznań-Wrocław: Wydawnictwo Historyczne, 1998.
- Kozłowski, F. A. Dzieje Mazowsża za panowania książat [Архівовано 1 січня 2014 у Wayback Machine.]. Warszawa, 1858.